# Dolmen von Purifaing
Koordinaten: 48° 4′ 45,7″ N, 6° 39′ 47,4″ O
Der Dolmen von Purifaing liegt im Wald, westlich von La Forge und östlich von Éloyes im Département Vosges in Frankreich. Dolmen ist in Frankreich der Oberbegriff für neolithische Megalithanlagen aller Art (siehe: Französische Nomenklatur).

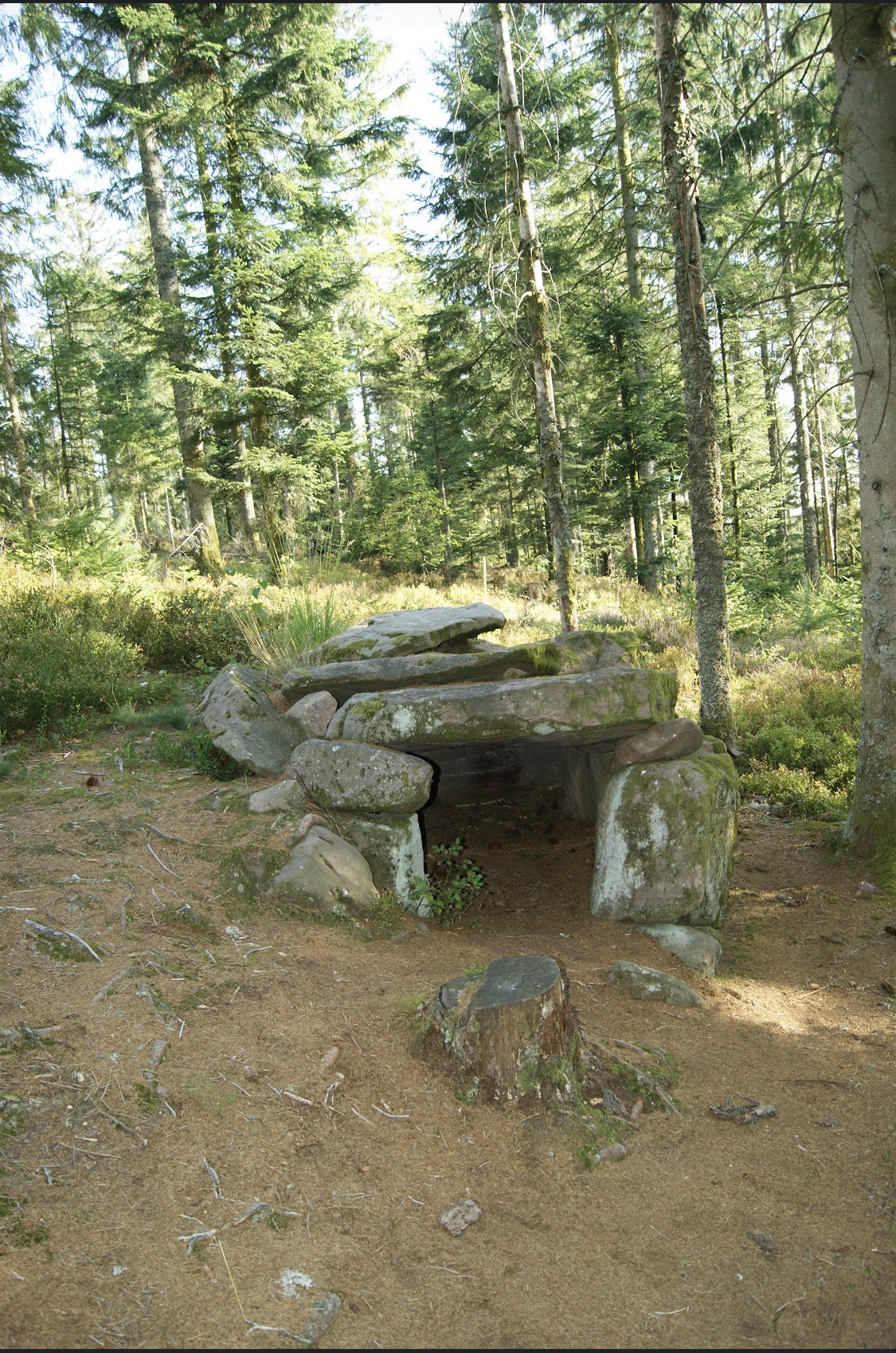
Dolmen von Purifaing

Der ungewöhnlich geformte neolithische einfache Dolmen (französisch Dolmen simple) liegt an der Westseite des Massivs Purifaing in einem Hang. Die Kammer des polygonalen Dolmens hat eine Länge von etwa 2,0 m bei einer Höhe von 80 cm. Die Breite beträgt direkt hinter dem Zugang und im Zentrum 1,8 m und 1,2 m am hinteren Ende. Der Zugang hat eine Breite von etwa 60 cm. Der Dolmen ist Nord-Süd orientiert mit dem Zugang im Norden. Die West- und Nordseite bestehen aus großen Platten. An der Ostseite wird eine große Platte von sieben im Bogen angeordneten kleinen Steinen ergänzt. Die Kammer ist mit sechs überlappenden ovalen Platten bedeckt. Spuren eines Tumulus sind erkennbar.
Es gibt einige kleine Menhire in der Nähe des Dolmens.